# Нестерович, Венедикт Николаевич
Венедикт Николаевич Нестерович — советский военный и государственный деятель, генерал-лейтенант.

## Биография
Родился в 1899 году в деревне Трацевичи. Член КПСС.
Участник Гражданской войны с 1919 года по 1921 год в составе 38-го рабочего полка.
В межвоенные годы — офицер-артиллерист, руководитель артиллерийского учебного центра.
Участник национально-революционной войны в Испании в 1937 году.
Участник советско-финляндской войны 1939—1940 годов.
Участник японо-китайской войны в 1941—1942 годах: старший советник войск 9-го района.
Участник Великой Отечественной войны: командир 1209-го гаубичного артиллерийского полка 20-й артиллерийской дивизии РГК, начальник отдела Управления ВУЗ командующего артиллерией Красной Армии, командующий 93-й тяжелой гаубичной артиллерийской бригадой, командующий 2-й артиллерийской дивизией Войска Польского.
С 1952 года — в отставке.
Умер в 1977 году в Москве.

## Награды
- Орден Ленина
- Орден Красного Знамени (четырежды)
- Орден Суворова II степени (дважды)
- Орден Богдана Хмельницкого II степени
- Орден Красной Звезды (дважды)
- Орден Virtuti Militari 5 класса
- Орден Облаков и Знамени